# Hurricane Polymar

## Synopsis
Hurricane Polymar (破裏拳ポリマー, Hariken Porimā) est une série animée et OVA japonaise produite par Tatsunoko Production sorti en le 04 octobre 1974.
Hurricane Polymar est l'identité secrète de Takeshi Yoroi (鎧武士, Yoroi Takeshi). Celui-ci porte un costume spécial qui lui permet de lutter contre le crime. Le costume est fabriqué à partir d'une matière cybernétique appelé Memory Plastic et qui peut alors prendre la forme de différents objets, servir diverses fonctions et remplir différents besoins. Elle est particulièrement connue pour sa possibilité de métamorphose en cinq véhicules différents.
Un remake OVA est sorti au Japon le 21 septembre 1996, suivi du deuxième épisode le 21 février 1997. Il a ensuite été doublé par New Generation Pictures et est sorti aux États-Unis par Urban Vision en VHS le 1er octobre 1998. Il a été réédité en DVD par Discotek Media le 19 mars 2013. Anime Sols a tenté de financer la sortie de la série en DVD en Amérique du Nord, mais n'a pas réussi,.

## Histoire
Onitora, directeur de l'Agence internationale de la police secrète de la ville de Washinkyo dans le pays d'Amehon, rêve de faire de son fils préféré Takeshi le meilleur enquêteur criminel. Celui-ci reçoit donc une formation spéciale lui permettant d'acquérir des compétences de sportif polyvalent et d'expert en arts martiaux. Néanmoins, la stratégie de lutte contre le crime de Takeshi ne correspond pas à la vision prônée par Onitora qui le blâme pour un manquement lors d'une mission dans laquelle il devait sauver un certain Dr. Oleger Süttel. Dans un même temps, celui-ci acquiert un nouveau polymère artificiel, avec l'aide d'une scientifique, plus résistent que l'acier ainsi que polymorphe. C'est donc grâce à l'aide de ce nouveau matériau cybernétique que Takeshi devient Hurricane Polymar; un héros costumé et invincible.
Takeshi se lance alors dans sa quête en tant que loup solitaire aux côtés du détective privé, Kuruma Jou, se considérant comme le « Deuxième Sherlock Holmes », de Tel Namba également employée dans la même agence et Baron un ancien chien policier.
Takeshi Onigawara se retrouve alors à porter deux lourds secrets; celui d'être le fils du chef de la police internationale et celui d'être le « super-héros »: Hurricane Polymar. Grâce à son costume (plus précisément son casque) composé d'un polymère il peut prendre la forme de six automates.

## Personnages
Takeshi Onigawara:
protagoniste et fils du chef d'Interpol, expert en arts martiaux (judo et karaté) à l'esprit clair, se transforme secrètement en Hurricane Polymar pour combattre.
Au cours d'une enquête sur le Dr. Oleger Suttel, attaqué l'année précédente par le gang des Lézards Oni, Takeshi subi une nouvelle attaque par le même groupe d'individus et retrouve le Dr. Oleger Suttel mourant dans son laboratoire. Celui-ci lui confie le Polymet, une nouvelle invention expressément recherchée par le gang des Lézards Oni et disparaît dans les flammes de l'attaque. Onitora, père de Takeshi, blâme son fils pour son échec au regard du sauvetage du médecin. Afin d'honorer les derniers vœux du docteur Takeshi s'engage auprès de l'agence de détectives automobile. Grâce au Polymet qu'il modifie, ainsi qu'au perfectionnement de son propre art martial le Haurenken-ryu, Takeshi se lance en quête de récupération de son honneur, mais aussi dans une lutte contre le crime.
Kuruma Jou:
chef de l'agence de détectives Kuruma, se considère comme une second Sherlock Holmes alors qu'il est uniquement un détective de troisième ordre et a trois ans de retard sur son loyer.. Son pistolet bien qu'il semble réel n'est en fait qu'un simple pistolet à eau. C'est aussi un fauteur de troubles qui fonce tête baissée dans les problèmes: il a été choisi par Cory le Démon Gelé comme « le représentant des gens inutiles des temps modernes », et sa réputation ne fait qu'empirer. Physiquement, Kuruma Jou a un bon sens de la mode même s'il lui manque plusieurs dents sur la partie frontale. Sa ville natale se situe en campagne et les membres de sa famille sont éleveurs de vaches laitière au sein de leur ranch: Himadana Farm.
Au sein du récit, il ne se positionne pas comme un personnage central, mais joue parfois un rôle actif au compétences spéciales; un adjoint du personnage principal. Alors qu'il considérait Takeshi comme un tiers inutile, il découvre ses atouts grâce au polymère prend un nouveau départ à ses côtés en tant que nouveau détective en chef.
Namba Teru / Namba Tel:
opérateur téléphonique de l'agence de détectives Kuruma et propriétaire de l'immeuble no 1 où se trouve le bureau, elle s'en prend souvent aux voitures et aux guerriers qui ne paient pas leur loyer, malgré le fait qu'elle les accompagne, car elle a le goût de l'aventure, des sensations fortes et des happenings. Grande fan des polymères, Namba Teru se rapproche rapidement de Takeshi Onigawara, mais exprime sa colère face à l'attitude froide du chef de police à son égard. Ces hobbys sont le shopping et s'habiller avec des vêtements différents presque à chaque fois qu'elle sort. Elle sait piloter un Cessna, possède une licence d'infirmière et a un sens du combat qui lui permet de se mesurer à ses ennemis. Son nom est dérivé du numéro de téléphone: « Tel Number ».
Baron:
ancien chien de la police, ce vieux Saint-Bernard est le chien de compagnie Kuruma. Il a des répliques, mais sa condition d'animal l'empêche d'être entendu par les autres personnages et lui vaut une frustration perpétuelle Il sympathise avec Takeshi dont il connait l'identité secrète en tant que Hurricane Polymar. Il a occasionnellement ses propres problèmes avec les voitures et les autres, mais il les met au placard.
POLICE INTERNATIONALE
Toragoro Onigawara:
chef de la police internationale et père Takeshi, plus connu sous le nom d'Onitora (chef). Il est robuste et possède une belle moustache ce qui ne l'empêche pas d'être inquiété par divers criminels contre lesquels il lutte résolument grâce à son esprit rusé. Malgré un côté maladroit qui lui attire souvent des ennuis, celui-ci est toujours sauvé par un mystérieux héros.
Il se soucie de l'état de Takeshi, qu'il a renié pour son comportement arbitraire, et qui ne répond plus à ses appels depuis qu'il a quitté le foyer. Il se confie alors à Hurricane Polymar, dont il ignore l'identité, sur ses inquiétudes vis-à-vis de son fils.
Inspecteur Derrett:
subordonné peu fiable d'Onitora, il a une personnalité égoïste et son comportement varie beaucoup.
PERSONNAGE(S) NON-DIÉGÉTIQUE:
Narrateur:
(épisode 17) explique les paramètres de base des polymères. Seule narration présente sur les 26 épisodes.

### Configuration du polymère
Créé par le Dr. Olegger Suttel, c'est un casque rouge qui se positionne à même la peau dans le but de lutter face aux défis environnementaux.
Le casque est constitué de particules de polymère, sa forme et sa fonction sont programmées dans un ordinateur intégré au casque et répondent à l'emprunte vocale de son utilisateur. En réponse aux instructions de l'ordinateur, les particules de polymère subissent une transformation, recouvrant le corps du porteur et se métamorphose en cinq types mécaniques différents, dont une combinaison en polymère renforcé.
Le système se sert du magnétisme comme seule source d'énergie par l'utilisation d'un champ électromagnétique permettant la propulsion de la forme mécanique, mais également les mouvements délicats de combinaison en polymère.
L'épisode 17 présente les six types de transformation dans cet ordre:
1. Combinaison en polymère (Polymer Suit, ポリマー)
2. Machine (Machine, 機械)
3. Foreuse (Drill, ドリル)
4. Rouleau (Roller, ローラー)
5. Pompe (Grumpus, グランパス)
6. Faucon (Hawk, ハヤブサ)

Les six microcapsules du polymère sont insérées dans l'ordre, en commençant par la plus à gauche (la plus à droite pour Takeshi Onigawara).
Une dernière précision expliquant les faiblesses de la combinaison en polymère. Ceux-ci ne peuvent pas respirer par la peau ce qui limite le temps d'utilisation à 46 minutes et 1 seconde. De plus, comme la source d'alimentation est le champ électromagnétique, la transformation est annulée dans certaines situations:
- températures extrêmement basses, inférieures à moins 50 °C → arrêt du champ électromagnétique[9]
- perturbation magnétique causée par une exposition prolongée à un courant électrique → impossibilité de transformation pour le champ électromagnétique[10]

I. COMBINAISON EN POLYMÈRE
Mode de base. « Combinaison renforcée », composée d'un casque avec des broyeurs jaunes, d'une combinaison intégrale rouge et blanche et d'un motif bleu sur la taille. L'utilisateur doit se transformer sous cette forme avant de pouvoir prendre toute autre forme. Sous cette forme, Takeshi pratique son propre style, le « Huraiken-ryu ». Bien que le combat au corps à corps soit le style de combat de Hurricane Polymar, celui-ci peut détacher les broyeurs de son casque et les utiliser comme armes à projectiles.
II. MACHINE EN POLYMÈRE
Mode de conduite à grande vitesse. Il se place en position assise, les coudes pliés et les bras posés sur son torse. La forme est colorée avec beaucoup de zones bleues et jaunes. Grâce à ce mode il peut courir sur des murs verticaux, mais est principalement utilisé pour la poursuite au sol et les attaques à distance.
III. FOREUSE EN POLYMÈRE
Mode souterrain de type char. Il se positionne en forme de X pour que ses deux jambes prennent la forme de perceuses. Au cours de la transformation, la teinte s'inverse et le corps entier devient jaune. Les foreuses sont recouvertes de l'énergie du champ ce qui leur permet de pénétrer l'armure des robots ennemis et parfois même d'autres foreuses. Mode souvent utilisé pour renverser la situation en cas de désavantage ou pour attaquer des adversaires nécessitant une puissance destructrice. Bien qu'à première vue il semble avoir la forme d'un char souterrain, il n'a pas roues et flotte virtuellement.
IV. ROULEAU EN POLYMÈRE
Mode assaut de type rouleau compresseur. Il se positionne les jambes en avant les genoux relevés avec le corps recroquevillé. Comme la perceuse, la transformation inverse la teinte et la quasi-totalité de son corps devient bleu clair. Spécialisé dans les attaques qui écrasent et repoussent l'ennemi, les rouleaux concentrent l'énergie du champ magnétique augmentant leur dureté au même stade que la perceuse. La mobilité de l'engin s'effectue grâce aux roues auxiliaires à l'arrière et aux barres de celle-ci utilisées comme des bras.
V. POMPE EN POLYMÈRE
Mode sous-marin de type orque. Il aligne ses jambes qui deviendront la vis principale. Spécialisée dans les scènes de poursuite et de combat sous-marins.
VI. FAUCON EN POLYMÈRE
Mode de vol de type faucon. Forme la plus utilisée des cinq formes. Spécialisée dans le déplacement rapide et pour le repérage, elle peut être aussi utilisée pour des attaques physiques grâce à sa vitesse.

### Style «Haurenken-ryu»
Art martial développé par  Takeshi Onigawara, possédant un 3e rang en judo et karaté, afin d'améliorer les performances du polymère.
Il s'agit d'une fusion entre karaté, judo, ju-jitsu combiné aux techniques de rotation et à la force centrifuge. En utilisant la vitesse comme point central de son art martial, il ne laisse aucune ouverture à son ennemi ce qui compense également la durée de transformation éphémère du polymère. Sa technique est introduite par son cri « Hi-Ura-Ken » et lorsqu'il l'utilise, il émet un son semblable à celui de l'oiseau [kaitori] et à celui de Bruce Lee.

« Interviewer: Dans quelle mesure les super-héros américains ont-ils influencé la caractérisation de Polymar, Kyashan et Tekkaman, qui comportent toutefois des éléments d'arts martiaux nettement orientaux ?
Yoshitaka Amano : D'une manière générale, j'ai toujours été influencé par les bandes dessinées américaines, ce qui explique l'inspiration qui a présidé à leur création. Ensuite, bien sûr, le style de combat de Bruce Lee m'a inspiré pour Polymar. »

— Lucca Comics & Games [12 Janvier 2023], Intervista a Yoshitaka Amano
Différentes techniques de Takeshi Onigawara:
- Genkei Huraiken: technique principale
- Vacuum One-Handed Dokugaku: soulève un ennemi d'une main, le fait tourner à grande vitesse et le projette au loin
- Kaiten Kick: renverse plusieurs ennemis tout en tournant
- Rebound Three-Stage Kick: utilise la réaction d'un saut pour frapper l'ennemi à plusieurs reprises

## Hurricane Polymar: Holy Blood (OAV)
Entre le 21 septembre 1996 et le 21 février 1997, « Hurricane Polymar: Holy Blood » est diffusé sous la forme de deux épisodes. Il s'agit d'un remake produit sur la même base que la série d'animation originale à savoir les moyens par lesquels Takeshi Onigawara obtient le polymère ainsi que la relation père-fils sont similaires. L'OVA devait initialement comporter trois épisodes, mais a été annulé après le second, se terminant ainsi sans conclusion, ni résolution du récit.

### Synopsis
Takeshi se trouve être le cadet d'une fratrie au sein de la famille Onigawara. Son frère aîné Tomoru disparu à la suite d'une dispute familiale génère une relation conflictuelle entre le cadet et son père.
Takeshi Onigawara reçoit un casque « Polymer », grâce au Dr. Oleger Süttel, afin de combattre l'armée de Pluton. Doté de capacités incroyables, il combat désormais pour la justice sous le nom de Hurricane Polymar. D'autre part, un nouveau polymère fait son apparition, différent de celui développé par le Dr. Oleger Süttel. Il s'ensuit alors une lutte entre les deux possesseurs d'automate destiné initialement à lutter contre le crime.

## Liste des épisodes

### Anime
| Nombre | Titre                                                                                        | Scénario                   | Direction         | Date de diffusion | Apparition d'une organisation/monstre ennemi                              |
| ------ | -------------------------------------------------------------------------------------------- | -------------------------- | ----------------- | ----------------- | ------------------------------------------------------------------------- |
| 1      | Phantom Thief Wasabi Party (Kaitō musasabi tō, 怪盗むささび党)                               | Jinzo Chokai               | Nagayuki Chokai   | 4 octobre 1974    | Parti Wasabi — Chef d'État et conseiller présidentiel Goldar              |
| 2      | Deadly Assassin: The Red Scorpion (Ansatsuki benisasori, 暗殺鬼紅サソリ)                     | Akiyoshi Sakai             | Hideo Nishimaki   | 11 octobre        | Scorpions rouges — Chef d'État, Scorpion rouge / fille du président Marie |
| 3      | Machine Gang: The Centipede Plan (Mekagyangu mukade sakusen, メカギャングむかで作戦)         | Satoshi Suyama             | Masami Anno       | 18 octobre        | Mécaniques Gangsters — Chef (???), Cent                                   |
| 4      | The Skull King : Rattlesnake (Toguro maō garagara hebi, とぐろ魔王ガラガラ蛇)                | Toshio Nagata              | Hideo Nishimaki   | 25 octobre        | Gang du Crotale — Chef, Tuna King / Junior, Masque de serpent Dorai       |
| 5      | Web-Spinning Devils: The Demon Spiders (Itoguru majin tsuchigumo, 糸ぐる魔人土ぐも)          | Yu Yamamoto                | Hideo Nishimaki   | 1er novembre      | Gang de l'araignée de terre — Chef Kumoda / Roi Raun                      |
| 6      | Machine Transformation: The Mole Thieves (Meka henka mogura tōzokudan, メカ変化もぐら盗賊団) | Keiji Kubota               | Yoshiyuki Tomino  | 8 novembre        | Bandits taupes — Chef d'État / Professeur Hakaaraas                       |
| 7      | The Bite-Bark Killers (Wanwan kamukira, わんわんカムキラー)                                  | Keiji Kubota               | Masami Anno       | 15 novembre       | Gang des Doberman — Chef Black Jack, Girzo, Sally                         |
| 8      | Acid Machine: The Pitcher Plant (Yōkai mashin utsubōra, 溶解マシンウツボーラ)                | Keiji Kubota               | Masami Anno       | 22 novembre       | Gang des murènes — Chef Dr Lard                                           |
| 9      | The Cat Demon Gang: Dancing in Darkness (Nekomadan yami ni odoru, 猫魔団闇に踊る)            | Jinzo Chokai               | Yoshiyuki Tomino  | 29 novembre       | Nekomamidan — Chef (???)                                                  |
| 10     | Electric Gang: The Jellyfish (Denmadan kuragera, 電魔団クラゲラー)                           | Keiji Kubota               | Masami Anno       | 6 décembre        | Denmaidan — Chef Kragera                                                  |
| 11     | Robo-Beast Gang: White Wolf (Meka kemono dan Howaitōurufu, メカ獣団ホワイトウルフ)           | Toshio Nagata              | Hideo Nishimaki   | 13 décembre       | Gang des Bêtes Mécaniques — Loups blancs                                  |
| 12     | Winged Humans: The Robo-Birdmen (Chōjin torimekaman, 鳥人トリメカマン)                       | Jinzo Chokai               | Hideo Nishimaki   | 20 décembre       | Gang de Birdman Trimekaman — Chef Frider                                  |
| 13     | The Phantom Image: Misty Butterfly (Gen'ei oboro chō, 幻影おぼろ蝶)                          | Akiyoshi Sakai             | Yoshiyuki Tomino  | 27 décembre       | Les voleurs fantômes et papillons — Chef Oboro Butterfly                  |
| 14     | The Great Squeak Plan (Chūchū daisakusen, ちゅうちゅう大作戦)                                | Toshio Nagata              | Hideo Nishimaki   | 3 janvier 1975    | Gang des rats — Chef Haraguro                                             |
| 15     | Lightning Phantom: Sparker Dale (Inazuma kaijin pikaderu, 稲妻怪人ピカデール)                | Akiyoshi Sakai             | Masami Anno       | 10 janvier        | Le monstre de la foudre Picadale                                          |
| 16     | Monster Fish Pirate: Piracanth (Jugyo kaizoku pirakansu, 獣魚海賊ピーラカンス)               | Yu Yamamoto                | Masami Anno       | 17 janvier        | Gang des poissons-pirates — Chef Piracanth                                |
| 17     | The Secret of Polymar's Birth (Porima tanjō no himitsu, ポリマー誕生の秘密)                  | Jinzo Chokai               | Shusuke Takahashi | 24 janvier        | Gang des démons-lézard — Chef Oni Lizards                                 |
| 18     | Peril at −50 °C (Mainasu 50do no kiki, マイナス５０度の危機)                                 | Toshio Nagata              | Yoshiyuki Tomino  | 31 janvier        | Cory, le démon gelé                                                       |
| 19     | Yama Devil: Stikatung (Enma kaijin berodasse, えん魔怪人ベロダッセ)                          | Akiyoshi Sakai             | Hideo Nishimaki   | 7 février         | Gang Bérodasse —Chef Bérodasse Robot géant                                |
| 20     | Phantom Thieves: The Archer Fishmen (Kaitō teppōuojin, 怪盗てっぽう魚人)                     | Keiji Kubota               | Hideo Nishimaki   | 14 février        | Gang des hommes-poissons — Chef Gun Fishman, Dr. Jesus                    |
| 21     | Bark Bark: A Disguise Battle (Konkon shichihenge, コンコン七変化)                            | Toshio Nagata              | Masami Anno       | 21 février        | Gang de Konkichi — Patron, Kaito Ginko (voleuse)                          |
| 22     | Demons of Vengeance: The Helmed Crickets (Fukushūki kerakabuto, 復讐鬼ケラカブト)            | Shoichi Taguchi            | Yoshiyuki Tomino  | 28 février        | Gang Kerakabuto — Chef (???), William                                     |
| 23     | Undersea Devils: The Water Kites (Kaitei majin uotonbi, 海底魔人ウオトンビ)                  | Toshio Nagata              | Masami Anno       | 7 mars            | Gang Wotonbi — Capitaine (???)                                            |
| 24     | The Magnificent Octomask (Kaiketsu tako kamen, 怪傑タコ仮面)                                 | Keiji Kubota               | Shusuke Takahashi | 14 mars           | Octopus Mask, Détective Arsène Popin                                      |
| 25     | Sea Turtle General: Tortishell (Umigame shōgun bekkōda, 海亀将軍ベッコーダー)                | Junichi Shima              | Hideo Nishimaki   | 21 mars           | La fête des tortues de mer — Général Beccoder, L'homme de Komori          |
| 26     | Polymar's Final Battle (Porima saigo no kessen, ポリマー最後の決戦)                          | Toriumi Jin Mikubota Keiji | Masami Anno       | 28 mars           | La fête des tortues de mer — Général Beccoder, L'homme de Komori          |

### OAV
| Nombre | Titre                                                 | Scénario        | Direction     | Date de diffusion originale |
| ------ | ----------------------------------------------------- | --------------- | ------------- | --------------------------- |
| 1      | Holy Blood Vol.1 (Seinaru chi Vol. 1, 聖なる血 Vol.1) | Hideki Kakinuma | Akiyuki Simbo | 21 septembre 1996           |
| 2      | Holy Blood Vol.2 (Seinaru chi Vol. 2, 聖なる血 Vol.2) | Hideki Kakinuma | Akiyuki Simbo | 21 février 1997             |

## Musique

### Anime
Thème d'ouverture (opening) — « Tatakae! Polymar (戦え!ポリマー) »
- Paroles: Jinzo Toriumi
- Composition et arrangement: Shunsuke Kikuchi
- Voix: Isao Sasaki, Columbia Yurikagokai[17]

Thème de fin (ending) — « Tenshin Polymar (転身ポリマー) »
- Paroles: Akiyoshi Sakai
- Composition et arrangement: Shunsuke Kikuchi
- Voix: Isao Sasaki, Columbia Yurikagokai

Leitmotiv
- Kurama Jou: « Typhoon Horamar no Uta (台風の歌) » parodie de Arashi wo Yobu Otoko (par Yujiro Ishihara)

### OAV
Thème d'ouverture (opening) — « Shin Haraken Polymar (新破裏拳ポリマー」) »
- Paroles: Ippei Kuri, Hirotoshi Okura
- Composition et arrangement: Hiroaki Matsuzawa
- Voix: Mari Sugiyama[13]

Thème de fin (ending) — « Ai aru aru kareru  (「愛あるかぎり」)»
- Paroles: Ippei Kuri
- Composition et arrangement: Hiroaki Matsuzawa
- Voix: Mari Sugiyama

## Fiche technique

### Anime

#### Réalisation
- Nagayuki Chokai ... directeur général (26 épisode, 1974-1975)
- Tatsuo Yoshida ... (créateur) (26 épisodes, 1974-1975)
- Tsuneo Ninomiya[18]... (26 épisodes, 1974-1975)
- Hisayuki Toriumi ... (26 épisodes, 1974-1975)
- Hideo Nishimaki[19]... (10 épisodes, 1974-1975)
- Masami Annô[20]... (8 épisodes, 1974-1975)
- Yoshiyuki Tomino ... (4 épisodes, 1974-1975)
- Motosuke Takahashi ... (2 épisodes, 1975)
- Studio d'animation... Tatsunoko Productions

#### Scénario
- Hisayuki Toriumi (ou Jinzō Torium)
- Akiyoshi Sakai ... (4 épisodes)
- Jinzo Toriumi ... (5 épisodes)
- Junichi Shima ... (épisode 25)
- Katsuhiko Taguchi ... (épisode 22)
- Keiji Kubota ... (7 épisodes)
- Satoshi Suyama ... (épisode 3)
- Toshio Nagata ... (6 épisodes)
- Yū Yamamoto ... (épisodes 5 et 16)

#### Production
- Tatsuo Yoshida ... producteur exécutif (26 épisodes, 1974-1975)
- Shinichi Miyazaki... producteur (26 épisodes, 1974-1975)
- Mitsuo Sato ... producteur (26 épisodes, 1974-1975)
- Masahiro Kamata ... producteur adjoint (26 épisodes, 1974-1975)
- Akiyoshi Sakai[21]... planificateur (26 épisodes, 1974-1975)
- Jinzô Toriumi[22]... planificateur (26 épisodes, 1974-1975)
- TV Asahi (anciennement NET TV), Tatsunoko Productions, Mannensha ... Chaînes de production

#### Musique
- Shunsuke Kikuchi ...(26 épisodes, 1974-1975)

#### Montage
- Hajime Taniguchi[23]... (14 épisodes, 1974-1975)
- Sachiko Miki[24]... (8 épisodes, 1974-1975)

#### Direction artistique
- Mitsuki Nakamura[25]... (26 épisodes, 1974-1975)

#### Département artistique
- Tsunehito Nonomiya[26]... visuel général, artboard (12 épisodes, 1974-1975)
- Mitsuyoshi Kosugi ... visuel général, artboard (11 épisodes, 1974-1975)

#### Département du son
- Yasunori Honda ... directeur d'enregistrement (26 épisodes, 1974-1975)

#### Effets spéciaux
- Kiyoyoshi Asanuma ... effets spéciaux (26 épisodes, 1974-1975)

#### Département caméra et photographie
- Yôsuke Moriguchi ... opérateur caméra (5 épisodes, 1974)
- Norio Ogata[27]... directeur de la photographie (2 épisodes, 1975)

#### Animation
- Yoshitaka Amano ... concepteur de personnages (26 épisodes, 1974-1975)
- Mitsuki Nakamura[25] ... concepteur mécanique (26 épisodes, 1974-1975)
- Tsuneo Ninomiya[28]... directeur général de l'animation (26 épisodes, 1974-1975)
- Kunitoshi Okajima[29]... coloriste (26 épisodes, 1974-1975)
- Kunio Okawara ... concepteur mécanique (26 épisodes, 1974-1975)
- Toji Tateno ... dessinateur et peintre (26 épisodes, 1974-1975)
- Tatsuo Yoshida ... concepteur de personnages (26 épisodes, 1974-1975)
- Seiji Miyamoto[30]... artiste d'arrière-plan (10 épisodes, 1974-1975)
- Takashi Saijô[31]... animateur (9 épisodes, 1974-1975)
- Teiichi Akashi[32]... artiste de fond (7 épisodes, 1974-1975)
- Jûji Mizumura[33]... animateur (6 épisodes, 1974-1975)
- Tomonori Kogawa[34]... animateur (5 épisodes, 1974-1975)
- Norio Shioyama ... animateur (5 épisodes, 1974-1975)
- Shigeru Katô[35]... animateur (4 épisodes, 1974-1975)
- Mitsuyoshi Kosugi ... artiste d'arrière-plan (4 épisodes, 1974-1975)
- Masami Suda ... animateur (4 épisodes, 1974-1975)... animateur
- Jun'ichi Ikeda[36]... (3 épisodes, 1974-1975)
- Motosuke Takahashi ... animateur (3 épisodes, 1974-1975)
- Moriyasu Taniguchi[37]... animateur (3 épisodes, 1974-1975)
- Tsunehito Nonomiya ... artiste d'arrière-plan (3 épisodes, 1975)
- Kisaraka Yamada ... animateur (2 épisodes, 1974)
- Satoshi Yamaguchi ... animateur (2 épisodes, 1974)
- Takuya Ishiyama ... animateur (1 épisode, 1974)
- Torao Arai ... artiste d'arrière-plan (1 épisode, 1975)

#### Distribution
- Kazuyuki Sogabe en tant que Takeshi Onigawara
- Kazuya Tatekabe en tant que Baron (Danshaku)
- Masashi Amenomori en tant que Toragorō Onigawara
- Ryōko Aikawa en tant que Teru Namba
- Takeshi Aono en tant que Joe Kuruma
- Eken Mine en tant que Heyward (épisode 12)
- Hiroko Suzuki en tant que Marie/Red Scorpion (épisode 2)
- Iemasa Kayumi en tant que Goldar (épisode 1)
- Junpei Takiguchi en tant que Berodasse (épisode 19) & Pœlacanth (épisode 16)
- Kachiko Hino en tant que Sally (épisode 7)
- Kan Tokumaru en tant que Gilzo (épisode 7) & Inspector Deret Kumōda  (épisode 5)
- Katsuji Mori en tant que William (épisode 22)
- Kei Tomiyama en tant que Next Episode Preview Narrator
- Keiko Hanagata en tant que Mama (épisode 4)
- Kenji Utsumi en tant que Bekkōdar (épisodes 25-26)
- Kiyoshi Komiyama en tant que Toguro Maō/Junior (épisode 4)
- Kōichi Kitamura en tant que Doctor Yes (épisode 20)
- Mariko Nakagawa en tant que Typhoon (épisode 11)
- Masaru Miyashita en tant que Policeman (épisodes 15 et 19)
- Miki Ochiai en tant que Teru Nanba
- Norio Wakamoto en tant que Leader (épisode 20)
- Ryoko Kinomiya en tant que Silver Fox (épisode 21)
- Seizo Katou en tant que Kuragelar (épisode 10)
- Shinji Nakae en tant que Narrator (épisode 17)
- Shojiro Kihara en tant que Hundred (épisode 3)
- Shūsei Nakamura en tant que Arsène Popin (épisode 24)
- Takeshi Watabe en tant que Kerakabuto (épisode 22)
- Takkou Ishimori en tant que Batman (épisodes 25-26) & Flydar  (épisode 12)
- Yasuo Muramatsu en tant que Dōrai  (épisode 4)
- Yasuo Tanaka en tant que Black Jack (épisode 7)
- Youko Asagami en tant que Princess (épisode 4)
- Yuzuru Fujimoto en tant que White Wolf (épisode 11)

#### Période de diffusion
04 octobre 1974 — 28 mars 1975

### OAV

#### Réalisation
- Akiyuki Shibo
- Tatsuo Yoshida ... (créateur)

#### Scénario
- Hideki Kakinuma
- Akiyuki Simbo
- Masahiro Ando (OP)
- Yasuomi Umetsu (ED)

#### Production
- Hirotoshi Ogura ... producteur
- Kazuo Kogura ... producteur
- Ippei Kuri ... producteur exécutif et planificateur
- Kenji Yoshida ... producteur exécutif
- Kouki Narushima ... planificateur
- Jun Katou ... producteur adjoint (épisode 1, 1996)
- Yoshihito Sasahara ... producteur adjoint (épisode 2, 1997)
- Takashi Satō ... responsable de production (épisode 1 et 2, 1996-1997)

#### Musique
- Tatsumi Yano
- Nobuhiro Hasegawa ... production musicale

#### Montage
- Naoyuki Masaki ... (épisode 1, 1996)
- Eiko Nishide ... (épisode 2, 1997)

#### Direction artistique
- Mamoru Sasaki ... superviseur de la conception (épisode 1, 1996)

#### Département artistique
- Noboru Yoshida ... directeur artistique

#### Département du son
- Hideyuki Tanaka ... directeur d'enregistrement
- Yoshio Obara ... mixage du son

#### Effets spéciaux
- Gō Abe ... (épisode 1, 1996)

#### Département caméra et photographie
- Toyomitsu Nakajo ... directeur de la photographie
- Katsuyuki Ohtaki ... (épisode 1 et 2, 1996-1997)
- Kōhei Utsusaki ... (épisode 1 et 2, 1996-1997)
- Kyoko Satō ... (épisode 1 et 2, 1996-1997)
- Nozomi Sakai ... (épisode 1 et 2, 1996-1997)
- Yumiko Kobayashi ... (épisode 1 et 2, 1996-1997)
- Yutaka Kurosawa ... (épisode 1 et 2, 1996-1997)
- Hiroshi Takeda ... (épisode 1, 1996)
- Seiji Uchida ... (épisode 1, 1996)
- Toyomitsu Nakajo ... (épisode 2, 1997)

#### Animation
- Yasuomi Umetsu ... concepteur de personnages
- Tetsuo Sakurai ... directeur d'animation (épisode 1, 1996)
- Yasuomi Umetsu ... directeur d'animation (épisode 2, 1997)
- Masashi Ishihama ... directeur de l'animation mécanique (épisode 2, 1997)
- Masashi Ishihama ... concepteur mécanique
- Chieko Hanada ... artiste d'arrière-plan
- Haruyuki Genda ... artiste d'arrière-plan (épisode 1 et 2, 1996-1997)
- Rie Yoshida ... artiste d'arrière-plan (épisode 1, 1996)
- Mayumi Tanahashi ... coordinateur de couleur (épisode 1, 1996)
- Yuki Nariai ... coordinateur de couleur (épisode 2, 1997)

Key Animation
- Hirofumi Masuda ... (épisode 1 et 2, 1996-1997)
- Masashi Ishihama ... (épisode 1 et 2, 1996-1997)
- Shuichi Kaneko ... (épisode 1 et 2, 1996-1997)
- Takahiro Tanaka ... (épisode 1 et 2, 1996-1997)
- Michio Fukuda ... (épisode 1 et 2, 1996-1997)
- Yasuomi Umetsu ... (épisode 1 et 2, 1996-1997)
- Fumihide Sai ... (épisode 1, 1996)
- Kanta Kamei ... (épisode 1, 1996)
- Kazunori Iwakura  ... (épisode 1, 1996)
- Kazuto Nakazawa ... (épisode 1, 1996)
- Mamoru Kurosawa ... (épisode 1, 1996)
- Mamoru Sasaki ... (épisode 1, 1996)
- Masahiro Ando ... (épisode 1, 1996)
- Masahiro Okamura ... (épisode 1, 1996)
- Miyuki Nakamura ... (épisode 1, 1996)
- Nobutoshi Ogura ... (épisode 1, 1996)
- Tensai Okamura ... (épisode 1, 1996)
- Tsutomu Yabuki ... (épisode 1, 1996)
- Yasushi Muraki ... (épisode 1, 1996)
- Yoh Yoshinari ... (épisode 1, 1996)
- Yoshihiro Kitano ... (épisode 1, 1996)
- Yoshimitsu Ohashi ... (épisode 1, 1996)
- Arihiro Gotō ... (épisode 2, 1997)
- Hideki Takahashi ... (épisode 2, 1997)
- Keiichi Sasajima ... (épisode 2, 1997)
- Kenichi Yamaguchi ... (épisode 2, 1997)
- Kunihiko Inoue ... (épisode 2, 1997)
- Kunihiro Abe ... (épisode 2, 1997)
- Mariko Aoki... (épisode 2, 1997)
- Masakazu Okada... (épisode 2, 1997)
- Naoyuki Itou... (épisode 2, 1997)
- Nobuaki Shirai... (épisode 2, 1997)
- Nobuyuki Takeuchi... (épisode 2, 1997)
- Tokuyuki Matsutake... (épisode 2, 1997)
- Yasuhiro Fujita... (épisode 2, 1997)
- Roberto Ferrari... (épisode 2 [ending], 1997)

#### Distribution
- Ryotaro Okiayu en tant que Takeshi Onigawara
- Michiko Neya en tant que Ryoko Nishida
- Yūko Miyamura en tant que Teru Namba
- Ai Orikasa en tant que Nina
- Eiji Yanagisawa en tant que Member B ... (épisode 1, 1996)
- Junichi Sugawara en tant que Delivery Person ... (épisode 1, 1996)
- Katashi Ishizuka en tant que Member A ... (épisode 1, 1996)
- Kazuya Tatekabe en tant que Baron
- Kunihiko Yasui en tant que Isamu Onikawara
- Mioko Fujiwara en tant que Devil Stinger Member C ... (épisode 2, 1997)
- Miyuki Matsushita en tant que Devil Stinger Member A ... (épisode 2, 1997)
- Ryūzaburō Ōtomo en tant que Dr. Oleger
- Takehito Koyasu en tant que Pulsar
- Takeshi Aono en tant que Joe Kuruma
- Tesshō Genda en tant que Nova
- Yasunori Matsumoto en tant que Sukamuugu
- Yuuko Satou en tant que   Devil Stinger Member B ... (épisode 2, 1997)
- Yuzuru Fujimoto en tant que Toragoro Onigawara

#### Période de diffusion
21 septembre 1996 — 21 février 1997

## Diffusion

### Japon
- NET TV (Bureau de Production), actuellement TV Asahi[38]: vendredi 18h00 - 18h30
- Hokkaido Television : samedi 18h00 - 18h30 (5 octobre 1974 - 29 mars 1975)
- Aomori Hōsō Kabushiki Gaisha (RAB) : jeudi 17h55 - 18h25
- TV Iwate : jeudis 18h00 - 18h30 (jusqu'au 3 avril 1975) → samedis 8h00 - 8h30 (à partir du 5 avril 1975)
- Miyagi TV : vendredi 18h00 - 18h30
- Niigata General TV : samedi 18h00 - 18h30
- TV Yamanashi : mardi 18h00 - 18h30
- Kabushiki-gaisha Nagano Hoso (NBS)
- SBS : mercredi 17h30 - 18h00
- Nagoya Terebi Hōsō Kabushiki gaisha (JOLX-DTV) : samedi de 18h00 à 18h30
- Kabushiki-gaisha Mainichi Hōsō (MBS) : jeudi de 18h00 à 18h30 (diffusion en avance, à partir du 3 octobre)
- Shimane Broadcasting (TSK) : lundi 18h00 - 18h30
- Kabushiki Gaisha Hiroshima Hōmu Terebi (JOGM-DTV) : samedi 18h00 - 18h30
- Kyushu Asahi Hoso Kabushiki Gaisha (KBC) : vendredi 18h00 - 18h30
- KRY
- Kabushiki-Gaisha Ōita Hōsō (OSO)
- Kagoshima Terebi Hōsō (KTS)

### États-Unis
Licence accordée par :
- Discotek Media (2012)
- Urban Vision[39] (Expiré)

Sous-titres et traduction:
- New Generation Pictures
- Raffaele Farina ... directeur de doublage
- Mary Pellegatta ... dialogue

### Italie
- Diffusion: Man-Ga (depuis 2011)
- Distribution: Yamato Video
- Doublage: SEDE Società Europea Doppiaggio Edizione

## Réception et critique
En mai 2013, Anime Sols se lance dans un concept similaire à celui de CrunchyRoll à savoir; diffuser les séries d'animation sur leur site web avec, à chaque animé inédit, une campagne de crowfunding pour chaque titre. Malheureusement, sur les huit séries tentées à l'origine, seules deux d'entre elles (Creamy Mami et Black Jack TV) ont réussi à financer un coffret. Au fil du temps, Sols a ajouté Dear Brother, Pastel Yumi et Hurricane Polymar (cette dernière étant une tentative de collection complète), mais de ces trois séries, seul Dear Brother a eu du succès.
À la suite de la sortie en 2017, de l'adaptation live-action Hariken Porimâ, le public semble de nouveau s'intéresser au visionnage de la série d'animation originale de 1974. Les avis sont plutôt mitigés: l'animé semble amuser, mais n'est pas surprenant, ni impressionnant.  En effet, le schéma entre protagoniste et antagoniste n'est pas vraiment innovant, les effets peuvent parfois paraître ridicule en plus du fait que Hurricane Polymar ressemble au héros Tekkaman Blade. Toutefois, il avait une forte valeur de présentation et un développement révolutionnaire du super-héros des années 1970. Le protagoniste possède des atouts uniques de combat sublimé par le détail de l'animation, qui était encore réalisée à la main à cette époque. Les antagonistes sont créatifs, par exemple le Gang des Bêtes mécaniques [loup-blanc], qui paraissent ridicules en tant que concept, mais qui menace réellement la réussite de Hurricane Polymar.

## Adaptation

### Hariken Porimâ (Live-Action)
Hariken Porimâ (Live-Action) sort le 13 mai 2017, réalisé par Koichi Sakamoto, le live-action célèbre les 55e anniversaire de Tatsunoko Productions. Il s'agit du premier film d'action de l'acteur Junpei Mizobata. En guise de promotion, un événement d'achèvement a eu lieu au Shinjuku Wald 9 le 12 avril de la même année, avec Junpei Mizobata, Yuki Yamada , Mikie Hara , Yurina Yanagi et Koiochi Sakamoto sur scène.
Le travail de production proprement dit a commencé avec la conception en polymère de Tsuyoshi Nonaka, dans le but de créer un héros réaliste similaire aux récents films de héros de bandes dessinées américaines dans des conditions de production japonaises. La chanson thème a quant à elle été réécrite par Good Morning America spécifiquement pour ce film, « To a World  Sorrow ».
Concernant le public cible de cette œuvre, Koichi Sakamoto a déclaré qu'en plus des personnes dans la quarantaine et plus de ceux qui ont regardé l'original et des jeunes qui regardent des œuvres de héros d'effets spéciaux modernes, il a également estimé que cela attirerait les jeunes femmes en tant que « un beau truc de copain ».

#### Synopsis
Afin de lutter contre les crimes violents, les autorités ont développé un « système polymère » capable de démontrer des capacités de combat surhumaines lorsqu'il est porté. Cependant, le système polymère en cours de développement a été divulgué et utilisé à des fins criminelles. Joichi Kurima, un jeune détective de la police métropolitaine de Tokyo, demande la coopération d'un détective privé, Armor Samurai, sous la direction de son patron, le détective en chef  Tokita.
Takeshi Onigawara dans un premier temps de coopérer. Cependant, lorsque l'assistant du héros, Nanbateru, est impliqué dans un incident, le protagoniste utilise le système polymère pour combattre les criminels. Takeshi et Yuichi font équipe pour récupérer le système polymère.
Alors que l'équipe d'enquête se rapproche de la vérité, le chef-détective Tokida est assassiné par quelqu'un. De plus, Renichi tombe dans un piège et est arrêté. Sa collègue Rei Hieda apparaît soudain devant lui.
Rei est la fille de Gozo Kito, l'un des membres qui ont développé le système polymère, et a subi un lavage de cerveau pour coopérer avec lui. Le but de la série d'événements était de fournir le système polymère aux criminels pour lutter contre le polymère original de Takeshi et collecter des données de combat. Celui-ci se retrouve précipité dans une bataille pour sauver Artemis transformé en polymère. Finalement, la collecte de données est achevée et Rei, qui a terminé sa mission, se fait exploser selon les instructions de Kito.
Hurricane Polymar confronte Kito pour régler l'affaire. Kito avait subi une chirurgie plastique pour se faire passer pour le chef de la police Yashiro afin de réaliser son plan. Kito utilise le système polymère terminé pour copier les techniques Hauraken-ryu de Takeshi et le vaincre. Kito révèle au héros la vérité sur la façon dont il a tué Saburo Horima, l'un des membres du développement du système polymère et son propre, faisant croire à un accident. Désamparé par la lâcheté de Kito, Hurricane Polymar rassemble toutes ses forces et utilise une technique secrète que Kito ne connaît pas, le style Hauriken, qui terrasse son ennemi. Kito active un dispositif d'autodestruction et tente d'emmener Takeshi avec lui. Celui-ci parvient à se transformer automate et parvient de peu à s'échapper.

#### Fiche technique
| Cascade            | Personnel principal                                                                        | musique |
| ------------------ | ------------------------------------------------------------------------------------------ | --- |
| Kenji Sato         | Réalisateur - Koichi Sakamoto                                                              | Chanson thème « To a world without sorrow » — Shudaika `kanashimi naki sekai e' (（主題歌「悲しみ無き世界へ」）) - composition: Shingo Kanehiro - musique/arrangement: Good Morning America - chanson: Good Morning America |
| Sanae Hitomi       | Assistant réalisateur - Ryoichi Ito                                                        | 'Chanson thème « Fight ! Polymer » — Sōnyū uta `tatakae! Porimā (挿入歌「戦え!ポリマー」) - composition: Shunsuke Kikuchi - arrangement: Ryuta Project - chanson: Ryuta Project - paroles: Ryuzo Toriumi                    |
| Shoji Sagawa       | Scénario - Shinsuke Onishi                                                                 | |
| Minoru Tomita      | Producteurs - Shumpei Yamada, Jungo Maruta, Yasushi Minatotani                             | |
| Fumito Minamitsuji | Producteur exécutif - Shinichiro Inoue                                                     | |
| Hideki Sugiguchi   | Production - Daisho Horiuchi, Yosuke Ozawa, Yuzo Kuwahara, Hirokuni Maeyama, Juhiko Hirata | |
| Kazunori Yajima    | Planification - Kikuchi Tsuyoshi                                                           | |
| Koji Mimura        | Directeur de production - Hidetake Konuma                                                  | |
| Junya Matsukami    | Directeur artistique - Tomoyuki Maruo                                                      | |
| Nobuhiko Tanaka    | Directeur de l'action - Akihiro Noguchi                                                    | |
| Tomoaki Kawasumi   | Directeur des effets visuels - Keita Nakayama                                              | |
| Catcher Nakazawa   | Musique - Sakabe Tsuyoshi                                                                  | |
| Sotaro Hayashi     | Éclairage - Hiroshi Ota                                                                    | |
| Tom Constantine    | Prise de son - Mitsudai Yamaguchi                                                          | |
|                    | Conception des personnages - Tsuyoshi Nonaka                                               | |
|                    | Conception plastique - Masahiro Arikawa, Yoshiyasu Mikami                                  | |
|                    | Conception des costumes - Noboru Kawakami, Yuko Takano                                     | |
|                    | Costumes - Miyuki Kato                                                                     | |
|                    | Coiffure et maquillage - Kayako Chino                                                      | |
|                    | Montage - Ken Memita                                                                       | |
|                    | Effets sonores - Hiroki Nozaki                                                             | |
|                    | Superviseur des effets visuels - Tomoaki Miwa                                              | |
|                    | Casting - Yuriko Kitada                                                                    | |
|                    | Décoration - Masahiko Tanaka                                                               | |
|                    | Société de production - Double Field                                                       | |
|                    | Coopération à la production - ZAFUR                                                        | |
|                    | Distributeur - KADOKAWA                                                                    | |

| Junpei Mizobata                                          | Armor Mushi / Hurricane Polymar |
| Yuki Yamada                                              | Kurama Jôichi                   |
| Mikie Hara                                               | Rei Hieda / Polymer Artemis     |
| Yurina Yanagi                                            | Teru Namba (Minami)             |
| Masayuki Deai                                            | Barrett Wong                    |
| Hatsunori Hasegawa                                       | Tokita                          |
| Satoshi Jinbo                                            | Akito Yashiro                   |
| Takahiro Kato                                            | Kazuya                          |
| Minami Tsukui                                            | Nao                             |
| Koji Nakamura                                            | Jin / Polymer Leg Custom        |
| Tokigo Mori, Jun Kitano, Hiroori Takahashi, Sanae Hitomi | Parkour Gang                    |
| Mami Saizawa                                             | Mizuki Ikeuchi                  |
| Minatohoiro Shinohara                                    | Takeshi (enfant)                |
| Maharu Nemoto                                            | Akira Hieda (enfant)            |
| Ayamu Kawamoto                                           | Child A                         |
| Satoshi Tochihara                                        | Police Officer A                |
| Akiko Ito                                                | Receptionist                    |
| Masahiro Nagai                                           | Saburo Horima                   |
| Keisaku Kimura                                           | Gozo Kito                       |
| Hideo Sakaki                                             | Kato                            |
| Kentarô Shimazu                                          | Sumitani                        |
| Joshua Walters                                           | Italian Mob Boss                |

### Jeux vidéo
Le 05 octobre 2000 un jeu de combat sur PlayStation est mis en vente par Takara Tomy. Il s'agit d'une fusion entre les œuvres: Science Ninja Team Gatchaman, New Android Casshern, Hauriken Polymar et Space Knight Tekkaman produites par Tatskunoko Production.
Le 11 décembre 2008, un nouveau jeu de combat destiné aux bornes d'arcade (Wii based), puis à la Wii, est édité par Capcom. Hurricane Polymar se trouve parmi personnages jouables et dont le doublage a été exécuté par Kunihiko Yasui. Il s'agit d'un jeu crossover entre les personnages de la Capcom et de Tasunoko Production. La version internationale sort le 26 janvier 2010, sous le nom de Tatsunoko vs. Capcom: Cross Generation of Heroes.

## Note de bas de page
1. ↑  SensCritique, « Synopsis: Hurricane Polymar » , sur SensCritique (consulté le 12 novembre 2023)
2. ↑  (en) Egan Loo, « Discotek Adds Hurricane Polymar Original Video Anime » , sur AnimeNewsNetwork, 8 décembre 2012 (consulté le 12 novembre 2023)
3. ↑  (en) AnimeSols, « Hurricane Polymar » , sur WayBackMachine, 1974 (consulté le 12 novembre 2023)
4. ↑  (en) Sarah Nelkin, « Anime Sols Streams Hurricane Polymar Superhero TV Anime » , sur AnimeNewNetwork, 9 juin 2013 (consulté le 12 novembre 2023)
5. ↑  (en) « Hurricane Polimar » , sur Tatsunoko Productions (consulté le 13 novembre 2023)
6. ↑  Seule l'empreinte vocale du premier utilisateur est enregistrée
7. ↑  (en) TerrWolf [pseudonyme], « Polymar Polymet explanation » , sur Reddit, mai 2023 (consulté le 17 novembre 2023)
8. ↑  (en) TerrWolf [pseudonyme], « Polymar Overheating Weakness » , sur Reddit, juillet 2023 (consulté le 17 novembre 2023)
9. ↑  (en) TerrWolf [pseudonyme], « Polymar Freezing weakness » , sur Reddit, mai 2023 (consulté le 17 novembre 2023)
10. ↑  (en) TerrWolf [pseudnoyme], « Polymar electromagnetic weakness » , sur Reddit, juillet 2023 (consulté le 17 novembre 2023)
11. ↑  également cité en début de générique
12. ↑  « Intervista a Yoshitaka Amano a Lucca Comics and Games 2022 | AnimeClick » (consulté le 18 novembre 2023)
13. 1 2  « New Hurricane Polymar (OAV) - Anime News Network », sur www.animenewsnetwork.com (consulté le 16 novembre 2023)
14. ↑  titre des épisodes en anglais, car aucune parution francophone
15. ↑  (ja) « 破裏拳ポリマー キャラクター » , sur WayBackArchieve,‎ 15 décembre 2008 (consulté le 15 novembre 2023)
16. 1 2  (en) « New Hurricane Polymar (OAV) » , sur AnimeNewsNetwork (consulté le 16 novembre 2023)
17. ↑  « Hurricane Polymar (TV) - Anime News Network », sur www.animenewsnetwork.com (consulté le 16 novembre 2023)
18. ↑  (en) « Tsuneo NINOMIYA » , sur AnimeNewsNetwork (consulté le 14 novembre 2023)
19. ↑  « Hideo Nishimaki » , sur AnimeMemorial (consulté le 14 novembre 2023)
20. ↑  (en) « Masami ANNO » , sur AnimeNewsNetwok (consulté le 14 novembre 2023)
21. ↑  « Akiyoshi SAKAI - Anime News Network », sur www.animenewsnetwork.com (consulté le 14 novembre 2023)
22. ↑  « Jinzo TORIUMI - Anime News Network », sur www.animenewsnetwork.com (consulté le 14 novembre 2023)
23. ↑  « Hajime TANIGUCHI - Anime News Network », sur www.animenewsnetwork.com (consulté le 14 novembre 2023)
24. ↑  (en) « Sachiko Miki », sur MyAnimeList.net (consulté le 14 novembre 2023)
25. 1 2  « Mitsuki NAKAMURA (art director) - Anime News Network », sur www.animenewsnetwork.com (consulté le 14 novembre 2023)
26. ↑  « Tsunehito NONOMIYA - Anime News Network », sur www.animenewsnetwork.com (consulté le 14 novembre 2023)
27. ↑  « Norio OGATA - Anime News Network », sur www.animenewsnetwork.com (consulté le 14 novembre 2023)
28. ↑  « Tsuneo NINOMIYA - Anime News Network », sur www.animenewsnetwork.com (consulté le 14 novembre 2023)
29. ↑  « Kunitoshi OKAJIMA - Anime News Network », sur www.animenewsnetwork.com (consulté le 14 novembre 2023)
30. ↑  « Seiji MIYAMOTO (background artist) - Anime News Network », sur www.animenewsnetwork.com (consulté le 14 novembre 2023)
31. ↑  « Takashi SAIJO - Anime News Network », sur www.animenewsnetwork.com (consulté le 14 novembre 2023)
32. ↑  « Teiichi AKASHI - Anime News Network », sur www.animenewsnetwork.com (consulté le 14 novembre 2023)
33. ↑  « Juji MIZUMURA - Anime News Network », sur www.animenewsnetwork.com (consulté le 14 novembre 2023)
34. ↑  (en) « Tomonori Kogawa » , sur Nautiljon (consulté le 14 novembre 2023)
35. ↑  « Shigeru KATO - Anime News Network », sur www.animenewsnetwork.com (consulté le 14 novembre 2023)
36. ↑  « Junichi IKEDA - Anime News Network », sur www.animenewsnetwork.com (consulté le 14 novembre 2023)
37. ↑  (en) « Moriyasu Taniguchi », sur MyAnimeList.net (consulté le 14 novembre 2023)
38. ↑  SensCritique, « Hurricane Polymar: Fiche technique » , sur SensCritique (consulté le 14 novembre 2023)
39. ↑  (en) « AsiaVision To Launch in March 2006 », sur Anime News Network, 14 novembre 2023 (consulté le 14 novembre 2023)
40. ↑  (en) George [pseudonyme], « The Winter Sols-tice Part 1: Cold Reception », The Land of Obscusion, vol. 57, no 4,‎ 10 janvier 2015 (lire en ligne )
41. ↑  (ja) « [Anime] Hauraken Polimâ » , sur Sakuhindb, 2002 (consulté le 17 novembre 2023)
42. ↑  (en) KamenSentai, « Hurricane Polymar Review » , sur Kamen Sentai, 10 août 2015 (consulté le 18 novembre 2023)
43. ↑  voir références pour le trailer japonais
44. ↑  (ja) « [Conversation] Koichi Sakamoto x Tsuyoshi Nonaka », Spaceship, vol. 156,‎ 1er avril 2017, pp.110-113
45. ↑  voir trailer en fin de section-référence
46. ↑  « Tatsunoko vs. Capcom: Ultimate All-Stars - WII - Review | GameZone.com », sur web.archive.org, 7 janvier 2011 (consulté le 17 novembre 2023)
47. ↑  « TATSUNOKO VS. CAPCOM ULTIMATE ALL-STARS », sur archive.wikiwix.com (consulté le 17 novembre 2023)
48. ↑  « Tatsunoko vs. Capcom: Cross Generation of Heroes, Arcade Video game by Capcom Co., Ltd. (2008) », sur www.arcade-history.com (consulté le 17 novembre 2023)

### Archive
(ja) Tatsunoko Production, « Bible des personnages » , sur WayBackMachine, 15 décembre 2008 (consulté le 17 novembre 2023)
(ja) Tatsunoko Production, « Scénario: Hurricane Polymar » , sur WayBackMachine, 24 avril 2008 (consulté le 17 novembre 2023)
(ja) Tatsunoko Production, « Liste des épisodes originaux » , sur WayBackMachine, 18 décembre 2008 (consulté le 17 novembre 2023)

### Site web
(ja) Columbia Ludo-éducatif, « Polymère Shinhauraken » , sur Tatsunoko Production (consulté le 17 novembre 2023)
(en) InternationalHero, « Polymar » , sur internationalhero (consulté le 17 novembre 2023)
IMDb, « Hariken Porimâ » , sur IMDb (consulté le 17 novembre 2023)
(ja) Koutarou Nakase, « Film d'action réelle "Hauraken Polymer" mettant en vedette Junpei Mizobata dans le rôle du héros d'action de science-fiction basé sur l'œuvre originale de Tatsunoko Productions. » , sur animeanime, 15 novembre 2016 (consulté le 17 novembre 2023)
(en) SakugaBooru, « Hurricane Polymar » , sur SakugaBooru (consulté le 17 novembre 2023)
(en) SakugaBooru, « Shin Hurricane Polymar » , sur SakugaBooru (consulté le 17 novembre 2023)
(ja) Tatsunoko Production, « Hurricane Polimar » , sur Tatsunoko Production, 20 juillet 2008 (consulté le 17 novembre 2023)

### Vidéo
(ja) [vidéo][Bande d'annonce] « Hariken Porimâ (Live-Action) », Kôichi Sakamoto (production), Shinsuke Ônishi (scénario), Tatsuo Yoshida (scénario), Junpei Mizobata (acteur), Yuki Yamada (acteur), Mikie Hara (acteur), 15 mars 2017, Tatsunoko Production (consulté le 16 novembre 2023)
(it) [vidéo][interview] « Intervista a Yoshitaka Amano a Lucca Comics and Games 2022 | AnimeClick », Lucca Comics and Games (interviewer)
Yoshitaka Amano (creator), 26 novembre 2023, AnimeClick Archive (consulté le 18 novembre 2023)
(ja) [vidéo][Bande d'annonce] « Tatsunoko Vs Capcom : Cross Generation », Nintendo World Report, 9 octobre 2008, Capcom (consulté le 17 novembre 2023)